# Protestas en Honduras de 2024
Las protestas de 2024 en Honduras corresponden a una serie de protestas que ocurren en Honduras causados por la Eliminación del tratado de extradición entre Estados Unidos y Honduras,esto después de que la embajadora Laura Dogu afirmaría estar preocupada después de que el ministro de defensa José Manuel Zelaya y el Jefe del Estado Mayor conjunto de las  Fuerzas Armadas Hondureñas Roosevelt Hernández se hayan reunido con su homólogo venezolano Vladimir LópezTras estas declaraciones, la presidenta Xiomara Castro Ordenaría la Eliminación del tratado de extradición, Estas decisiones hicieron una Tensión entre ambos gobiernos, sin embargo el 4 de septiembre la organización InSight Crime liberaría un video en el que se mostraba al cuñado de Xiomara Castro hermano del expresidente Manuel Zelaya en una reunión con integrantes de la organización criminal Los Cachiros 

## Antecedentes
El 19 de agosto, en la sede del Ministerio de Defensa de Venezuela, el mayor Conjunto Roosevelt Hernández, acompañado por José Manuel Zelaya, secretario de Defensa de Honduras, asistió a una reunión con Vladimir Padrino López, quien está siendo buscado por la justicia estadounidense por cargos de narcotráfico. El propósito de la reunión era fortalecer los lazos de amistad entre ambas naciones y fomentar la cooperación en diversas áreas.
A raíz de este encuentro, el 28 de agosto, la embajadora de Estados Unidos en Honduras, Laura Dogu, expresó su sorpresa ante el hecho de que autoridades hondureñas de defensa estuvieran sentadas junto a una figura acusada de narcotráfico. En respuesta a estas declaraciones, la presidenta de Honduras, Xiomara Castro, anunció su decisión de poner fin al tratado de extradición entre Estados Unidos y Honduras, lo que marca un giro significativo en las relaciones entre ambos países, especialmente en temas de cooperación judicial y extradición de criminales.
A raíz de esto, el canciller Enrique Reina calificó de ofensivas y **despectivas** las declaraciones de la embajadora Laura Dogu. Asimismo, la presidenta Xiomara Castro anunció el fin del tratado de extradición, acusando al acuerdo de intimidar a las Fuerzas Armadas de Honduras. Esta decisión generó una ola de declaraciones y opiniones divididas. Por un lado, los apoyos provinieron mayoritariamente de miembros del partido Libre, mientras que la oposición surgió de grupos como el Partido Nacional y el Partido Liberal.
La decisión fue también cuestionada por Salvador Nasralla, exmiembro del gobierno de Xiomara Castro. A nivel internacional, varios líderes de izquierda manifestaron su apoyo a la decisión del gobierno hondureño, entre ellos Nicolás Maduro, Evo Morales, Miguel Díaz-Canel y Andrés Manuel López Obrador. Quienes se oponían a la medida argumentaron que Honduras tiene un sistema judicial débil, lo que podría convertir al país en un refugio para criminales internacionales tras la eliminación del tratado de extradición.

## Insight Crime
Sin embargo 2 días después de que se tomara la polémica decisión de dar por terminado el tratado de extradición el 3 de septiembre el sitio web InSight Crime publicaría en su cuenta de X un video en el que se muestra a Carlos Zelaya el hermano del expresidente Manuel Zelaya estaba en una Reunión con Devis Leonel Rivera Maradiaga segundo líder de la organización criminal Hondureña Los Cachiros (Aunque desde hace años han actuado más como cédula del grupo criminal mexicano Cartel de Sinaloa)en dicha Reunión hablaron de financiar la campana de Libre y acordaron que la mitad será para un agente desconocido llamado "El Comandante" quien se cree que es el propio Mel Zelaya

## Reacciones

#### Doméstico
Tras la confesión de Carlos Zelaya de haberse reunido con narcotraficantes y su promesa de entregarse, se desataría una tormenta política. José Manuel Zelaya, hijo de Carlos Zelaya y principal defensor de la cancelación del tratado de extradición, anunciaría su renuncia como secretario de defensa, generando aún más tensiones en el gobierno. En respuesta, Rixi Moncada asumiría como la nueva secretaria de defensa, buscando estabilizar la situación.
A nivel interno, la oposición acusaria al gobierno de Xiomara Castro de haber cancelado el tratado de extradición con el objetivo de proteger a su familia de posibles extradiciones, sugiriendo que la decisión no fue por razones de soberanía, sino por motivos personales. Esta acusación provocaría una nueva ola de críticas, minando la credibilidad del gobierno.
Ante este clima de desconfianza y presión, Xiomara Castro lanzaría una declaración acusando a las fuerzas ultraconservadoras del país de estar detrás de un intento de golpe de Estado, tratando de deslegitimar su mandato.